# 장춘센
장춘센(정춘현, 중국어 간체자: 张春贤, 정체자: 張春賢, 병음: Zhāng Chūnxián, 1953년 - )은 중화인민공화국의 정치인이다. 신장 위구르 자치구 당위원회 서기이다. 2010년 이후, 신장 생산 건설 병단 제1정치위원이다.

## 생애
1960년 중국 인민해방군에 입대하여 4년간 복무하였고, 고향의 허난성에서 농업에 종사했다. 문화 대혁명이 끝난 1976년에 동북중형기계학원에 입학하였다. 졸업 후 제3기계공업부에 배속되어 설계원 당위원회 서기 등을 지냈다. 1991년, 우수한 신진 간부로 선발되어 감찰부로 옮겨 기전부 감찰국 부국장에 올랐으며, 나중에 중국포장일식품기계총공사 총경리 등을 맡았다. 1995년 8월, 윈난성 성장 조리(차관보)로서 군공, 기계, 전자 공업 등을 담당했다.
1997년, 중화인민공화국 교통운수부 부부장, 당조성원을 거쳐 2002년 교통운수부 부장과 당조서기로 승진했다. 당시 최연소의 부장(49세)이었다. 2005년 12월, 후난성 당 위원회 서기에 올랐다. 2010년 4월, '신장의 왕(王)'이라는 별명까지 얻은 왕러취안의 후계자로 신장 위구르 자치구 당 위원회 서기에 올라, '가장 개방적인 서기'로 불리고 있다. 또 5월에는 신장 생산 건설 병단 제1정치위원에 취임했다. 신장 생산 건설 병단은 자신의 땅을 가지고 기업을 운영하는 등, 신장 위구르 자치구를 본거지로 하는 중국 최대의 둔전병으로, 그 수장으로 그를 임명한 것은 후진타오의 신뢰가 그만큼 높은 것으로 평가받고 있다.
제16기, 제17기 중국 공산당 중앙위원이다.